# Kiso Yoshiyasu
Kiso Yoshiyasu (木曾義康?; 1514 – 1579) è stato un samurai giapponese del periodo Sengoku della provincia dello Shinano.
Yoshiyasu controllava il castello di Fukushima nella regione Kiso dello Shinano. SI alleò con numerosi signori della guerra dello Shinano allo scopo di contenere le forze Takeda di Takeda Shingen. Quando l'alleanza fu sconfitta nella battaglia di Sezawa, Yoshiyasu continuó a resistere a Shingen fino a quando non fu costretto a cedere il suo castello di Fukushima nell′assedio di Fukushima del 1554. Da quel momento diventó un vassallo Takeda. Suo figlio Kiso Yoshimasa continuò a servire i Takeda.